# Œuf-en-Ternois
Œuf-en-Ternois  (även skrivet Oeuf-en-Ternois)  är en kommun i departementet Pas-de-Calais i regionen Hauts-de-France i norra Frankrike. Kommunen ligger i kantonen Saint-Pol-sur-Ternoise som tillhör arrondissementet Arras. År 2022 hade Œuf-en-Ternois  253 invånare.

## Befolkningsutveckling
Antalet invånare i kommunen Œuf-en-Ternois 
| Referens: INSEE |